# Terra Chá
Terra Chá egy comarca (járás) Spanyolország Galicia autonóm közösségében, Lugo tartományban. Székhelye Vilalba. Népessége 2005-ös adatok szerint 47 697 fő volt.

## Települések
A székhely neve félkövérrel szerepel.
- Abadín
- Begonte
- Castro de Rei
- Cospeito
- Guitiriz
- Muras
- A Pastoriza
- Vilalba
- Xermade